# Passage du Chantier
Passage du Chantier är en passage i Quartier des Quinze-Vingts i Paris tolfte arrondissement. Passage du Chantier, som anlades år 1842, börjar vid Rue de Charenton 53 och slutar vid Rue du Faubourg-Saint-Antoine 66.

## Bilder
| - Gatuskylt. - Ingången vid Rue du Faubourg-Saint-Antoine. |

## Omgivningar
- Saint-Antoine-des-Quinze-Vingts
- Place de la Bastille
- Opéra Bastille
- Bois de Vincennes
- Coulée verte René-Dumont
- Rue Crémieux

## Kommunikationer
- Tunnelbana – linje  – Ledru-Rollin
- Busshållplats La Boule Blanche – Paris bussnät, linjerna 76 86

### Webbkällor
- ”Passage du Chantier”. Mairie de Paris. https://web.archive.org/web/20160303171325/http://www.v2asp.paris.fr/commun/v2asp/v2/nomenclature_voies/Voieactu/1756.nom.htm. Läst 22 februari 2023.
- ”Passage du Chantier (12ème arrondissement)”. Les rues de Paris. https://web.archive.org/web/20190926212914/http://www.parisrues.com/rues12/paris-12-passage-du-chantier.html. Läst 22 februari 2023.